# Big Pine Key
Big Pine Key és una concentració de població designada pel cens dels Estats Units a l'estat de Florida. Segons el cens del 2000 tenia 5.032 habitants.

## Demografia
Segons el cens del 2000, Big Pine Key tenia 5.032 habitants, 2.247 habitatges, i 1.420 famílies. La densitat de població era de 198,9 habitants per km².
Dels 2.247 habitatges en un 41,4% hi vivien nens de menys de 18 anys, en un 43,8% hi vivien parelles casades, en un 5,7% dones solteres, i en un 6,8% no eren unitats familiars. En el 26% dels habitatges hi vivien persones soles el 7,8% de les quals corresponia a persones de 65 anys o més que vivien soles. El nombre mitjà de persones vivint en cada habitatge era de 2,21 i el nombre mitjà de persones que vivien en cada família era de 2,63.
Per edats la població es repartia de la següent manera: un 16,8% tenia menys de 18 anys, un 4,3% entre 18 i 24, un 30,3% entre 25 i 44, un 33,7% de 45 a 60 i un 14,9% 65 anys o més.
L'edat mediana era de 44 anys. Per cada 100 dones de 18 o més anys hi havia 111,6 homes.
La renda mediana per habitatge era de 44.514 $ i la renda mediana per família de 47.639 $. Els homes tenien una renda mediana de 31.552 $ mentre que les dones 28.021 $. La renda per capita de la població era de 23.169 $. Entorn del 5,6% de les famílies i el 9,5% de la població estaven per davall del llindar de pobresa.

## Poblacions més properes
El següent diagrama mostra les poblacions més properes.